# Mimoun Azaouagh
Mimoun Azaouagh (en amazig: ⵎⵉⵎⵓⵏ ⴰⵥⴰⵡⴰⵖ, en árabe: مَيْمُون أَزَوَاغ; Beni Sidel, 17 de noviembre de 1982) es un exfutbolista marroquí. Jugaba de volante y se retiró en 2016.

## Trayectoria
Azaouagh comienza su carrera con el equipo juvenil de FSV Frankfurt y Eintracht Frankfurt. En 1999 se trasladó al FSV Mainz y en la temporada 2000-2001 jugó su primer partido con el segundo equipo en la Oberliga. En el mes de septiembre de 2002 fue transferido al primer equipo y a partir de ese momento tuvo participación regular. Cuando ayudó a ascender a la Bundesliga fue en la temporada 2003-2004, donde anotó 4 goles y jugó 48 partidos.

### Primer partido
Azaouagh se perdió los primeros 3 partidos de la temporada debido a una enfermedad, pero en su segundo partido marcaría un gol. El 30 de octubre de 2004 en un partido frente al VfL Wolfsburgo, fue severamente lesionado en un choque con otro jugador; tiempo después sería remunerado por aquello. A principios de 2004 fue transferido al FC Schalke 04, equipo que al principio se niega a pagar el monto exigido, pero luego de muchas negociaciones llegaron a un acuerdo.

### En el FC Schalke 04
Tomó meses recuperar al jugador al 100% para que pudiera retornar al campo de juego. Hizo su debut en el FC Schalke 04, el 14 de enero en un amistoso ante SC Paderborn. El 4 de marzo presenció su primer partido oficial con el club frente a Hannover 96 y su primer gol lo marcó ante el US Palermo  en un partido por Copa UEFA, el 16 de marzo. En la temporada 2006-2007 fue prestado al FSV Mainz, pero regresó para la 2007-2008 y ya que no fue tenido muy en cuenta volvió a ser prestado por el resto de la temporada al VfL Bochum.

### Últimos años
Luego de la temporada 2007-2008 llegó al VfL Bochum donde militó una temporada. Volvió al FC Schalke 04 para la campaña 2008-2009, para luego volver al VfL Bochum donde finalizó contrato el 30 de junio de 2012. Fue firmado en 2014 por FC Kaiserslautern y luego jugó con el SC Hessen Dreieich hasta 2017 cuando, finalmente, se retiró del fútbol profesional.

## Selección nacional
Ha sido internacional con la selección de fútbol sub-21 de Alemania, ha jugado 6 partidos internacionales. Anunció que a partir de 2009 representaría a Marruecos.

## Vida personal
Azaouagh es descendiente de bereberes, un conjunto de diversas etnias que son autóctonas de una región en el norte de África conocida como Tamazgha. Habla tamazigt, alemán e inglés con fluidez, mas no tiene tanta experiencia en árabe. Sus hermanos Ahmed y Aziz también se han dedicado al fútbol.

## Controversia
El 12 de febrero de 2015, el periódico alemán Bild publicó un artículo acerca de Azaouagh titulado como "Ex estrella del Schalke ¿Ahora es un salafista?", siendo uno de los medios de comunicación con mayor grado de difusión en Alemania, Bild puso al jugador en el ojo de la opinión pública.
Azaouagh contestó dejando en claro que era devotamente musulmán, pero siempre supo convivir entre personas con distintas creencias y distaba de tener posturas radicales. Culpó a la directiva de Bild por permitir que un mensaje tan dañino para su imagen fuese difundido al público, también los responsabilizó de repercutir negativamente tanto en su carrera deportiva como en la vida de sus familiares, habiéndosele presentado dificultades para recibir nuevas ofertas de contrato.

## Clubes
| Club                     | País     | Año         |
| ------------------------ | -------- | ----------- |
| 1. FSV Mainz 05 II       | Alemania | 2000 - 2002 |
| 1. FSV Mainz 05          | Alemania | 2002 - 2004 |
| FC Schalke 04            | Alemania | 2005 - 2008 |
| 1. FSV Mainz 05 (cedido) | Alemania | 2006 - 2007 |
| VfL Bochum (cedido)      | Alemania | 2008        |
| VfL Bochum               | Alemania | 2008 - 2012 |
| 1. FC Kaiserslautern     | Alemania | 2012 - 2014 |
| SC Hessen Dreieich       | Alemania | 2015 - 2016 |